# 栗智

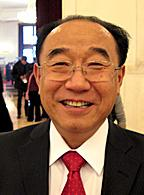
栗智

栗智（1950年11月—），安徽省利辛县人，新疆维吾尔自治区原人大常委会副主任、党组成员，自治区第十二届人大常委会党组成员。是第十、十一届全国人民代表大会代表，中共十七大代表。2015年3月11日被中纪委宣布调查，系中共十八大后新疆首位落马省部级官员。2015年7月6日被双开并移送司法机关。据中纪委的通报消息称，他除涉嫌收受贿赂、通奸、转移、藏匿赃款赃物、收受礼金外，还涉嫌档案造假，向组织隐瞒本人真实年龄。

## 基本情况
栗智1969年12月参加中国人民解放军，1971年3月加入中国共产党，1974年退伍后在新疆尼勒克县工作，同年考入南充师范学院（现西华师范大学）生物系生物专业。1977年10月毕业后进入新疆维吾尔自治区轻工厅供销公司工作。2000年7月毕业于新疆大学经济管理专业，在职研究生，高级经济师。
1993年，栗智出任新疆啤酒花股份公司董事长、总经理。1996年升任新疆维吾尔自治区轻工厅副厅长，1997年12月任轻工厅党组书记。2000年调任昌吉回族自治州副书记，次年升任博尔塔拉蒙古自治州书记，并兼任新疆生产建设兵团农五师党委第一书记、第一政委 ；2005年1月调任昌吉州委书记，兼任新疆生产建设兵团农六师党委第一书记、第一政委； 2006年年11月升任乌鲁木齐市委书记，兼任新疆生产建设兵团农十二师党委第一书记、第一政委，2008年1月当选为新疆维吾尔自治区第十一届人大常委会副主任。2009年9月5日，经中共中央同意，新疆维吾尔自治区党委决定，免去栗智同志乌鲁木齐市委书记职务。西方媒體评论认为，栗智此次免职是当了“替罪羊”，以削弱乌鲁木齐七五事件后要求自治区党委书记王乐泉下台的呼声。

## 人物简历
- 1969年12月－1974年7月，新疆维吾尔自治区乌鲁木齐警备区消防营文书；
- 1974年7月－1974年10月，新疆维吾尔自治区尼勒克县粮食局门市部工人；
- 1974年10月－1977年10月，南充师范学院（现西华师范大学）生物系生物专业学习；
- 1977年10月－1985年4月，新疆维吾尔自治区轻工厅供销公司原料科干部；
- 1985年4月－1987年2月，新疆维吾尔自治区轻工厅供销公司销售科副科长；
- 1987年2月－1990年2月，新疆维吾尔自治区经协办干部、服务公司副经理；
- 1990年2月－1993年2月，新疆维吾尔自治区轻工原料基地开发公司酒花科科长、经理助理；
- 1993年2月－1996年10月，新疆维吾尔自治区轻工供销公司党委副书记、总经理兼新疆啤酒花股份公司董事长、总经理（1995年9月－1996年7月，在新疆维吾尔自治区党委党校中青班学习）；
- 1996年10月－1997年12月，新疆维吾尔自治区轻工厅党组成员、副厅长；
- 1997年12月－2000年7月，新疆维吾尔自治区轻工厅党组书记、副厅长（1998年9月－2000年7月，在新疆大学经济系经济管理专业研究生课程进修班学习，2000年3月－*2000年7月，在中央党校进修班学习）；
- 2000年7月－2001年1月，新疆维吾尔自治区昌吉回族自治州党委副书记；
- 2001年1月－2005年1月，新疆维吾尔自治区博尔塔拉蒙古自治州党委书记，2001年3月起兼任新疆生产建设兵团农五师党委第一书记、第一政委；
- 2005年1月－2006年11月，新疆维吾尔自治区乌昌党委副书记，昌吉回族自治州党委书记 ，2005年4月起兼任新疆生产建设兵团农六师党委第一书记、第一政委；
- 2006年11月－2008年1月，新疆维吾尔自治区乌昌党委书记，乌鲁木齐市委书记，新疆生产建设兵团农十二师党委第一书记、第一政委；
- 2008年1月－2015年3月，新疆维吾尔自治区人大常委会副主任（至2013年1月）、党组成员（至2014年3月[3]），新疆维吾尔自治区乌昌党委书记、乌鲁木齐市委书记（至2009年9月），新疆生产建设兵团农十二师党委第一书记、第一政委（至2009年9月）；
- 2015年3月11日，因涉嫌严重违纪违法，接受组织调查[4]
- 2015年7月6日被双开并移送司法机关[2]。
- 2016年6月23日在青海省西宁市中级人民法院审讯，栗智被控受贿1319万，当庭表示认罪、悔罪[5]。
- 2016年11月18日栗智因犯受贿罪被判处有期徒刑12年，并处罚金人民币100万元[6]。